# پلی‌تکنیک بحرین
پلی‌تکنیک بحرین (به عربی: بولیتکنک البحرین) یک دانشگاه در بحرین است که در شهرک عیسی واقع شده‌است.